# 恋におぼれて (ロバート・パーマーの曲)
「恋におぼれて」（原題：Addicted to Love）は、イギリスの歌手ロバート・パーマーが1985年のアルバム『リップタイド』で発表した楽曲。1986年にはシングル・カットされた。

## 背景
作詞・作曲はパーマー自身により、夢の中に出てきたリフレインを、起きてすぐにハミングで録音し、それを元に完成させた。当初はチャカ・カーンとのデュエット曲として企画され、実際に両名のボーカル・パートが録音されたが、カーンのマネージメントの反対により、最終ミックスでは彼女のパートが外された。そして、カーンはクレジット上では「ボーカル・アレンジメント」を担当したことになっている。本作のレコーディングには、パワー・ステーションでパーマーと共演したアンディ・テイラーやトニー・トンプソンらが参加した。
ミュージック・ビデオはテレンス・ドノヴァンが監督し、黒い衣装を着た女性モデルによるバンドを従えて、パーマーが歌うという内容になっている。女性モデルのメイクに関しては、パトリック・ナゲル（デュラン・デュランのアルバム『リオ』のジャケット等を手がけたイラストレーター）の作品が参考にされた。

## 反響・評価
全英シングルチャートでは16週トップ100入りして、最高5位を記録し、自身初の全英トップ10シングルとなった。アメリカでは1986年5月3日付のBillboard Hot 100で1位を獲得して、自身初の全米トップ10シングルとなり、1989年1月にはRIAAによりゴールドディスクの認定を受けた。
第29回グラミー賞では最優秀男性ロック・ボーカル・パフォーマンス賞を受賞し、最優秀レコード賞と最優秀楽曲賞にもノミネートされた。

## カヴァー

### ティナ・ターナーによるカヴァー
ティナ・ターナーはライヴで本作をカヴァーしており、1988年発売の2枚組ライヴ・アルバム『Tina Live in Europe』に収録された。なお、同アルバムは、日本では13曲を抜粋した1枚物のアルバム『モア・ライヴ!』として発売され、本作のカヴァーも収録された。ターナーのヴァージョンは、イギリスやヨーロッパでシングル・カットされた。

### その他
- アル・ヤンコビック - アルバム『Polka Party!』（1986年）に、本作の替え歌「Addicted to Spuds」を収録[11]。
- ソニック・ユース - 「チコーネ・ユース」（J・マスシスとマイク・ワットを加えたサイド・プロジェクト）名義のアルバム『ザ・ホワイティ・アルバム』（1988年）に収録[11]。
- ネナ・チェリー - 1997年の映画『恋におぼれて』のサウンドトラックに提供[16]。
- フローレンス・アンド・ザ・マシーン - シングル「You've Got the Love」（2009年）のカップリング曲として発表[11]。